# チキンとプラム 〜あるバイオリン弾き、最後の夢〜
『チキンとプラム 〜あるバイオリン弾き、最後の夢〜』（チキンとプラムあるバイオリンひきさいごのゆめ、Poulet aux prunes）は、2011年のフランス・ドイツ・ベルギー合作のファンタジー映画。イラン出身の女性マルチ・アーティストであるマルジャン・サトラピが自身のコミック『鶏のプラム煮』をヴァンサン・パロノーと共同で監督し、実写映画化した作品である。サトラピ監督にとっては初の実写映画作品である。
日本では2011年10月に第24回東京国際映画祭において『チキンとプラム』のタイトルで上映された後、2012年11月10日より『チキンとプラム 〜あるバイオリン弾き、最後の夢〜』のタイトルで一般劇場公開された。
原作のタイトルにもなっている「鶏のプラム煮」は主人公の好物であり、主人公に死ぬのを諦めさせようと妻が料理するエピソードがある。

## ストーリー
死を決めたバイオリニストの男の最期の8日間を、時系列を複雑に交差させながら、死の天使アズラエルの視点から描く。
1958年のテヘランで、著名なバイオリニストであるナセル・アリ・カーンは、命よりも大切なバイオリンを妻ファランギースに壊されてしまう。代わりとなるバイオリンを手に入れようと必死になるナセル・アリだったが、それが不可能だと悟ると、絶望から死を選ぶことにする。食事を拒否して部屋にこもる彼は、娘リリと息子キュロスの将来に思いを巡らすとともに、これまでの人生を振り返る。中でも彼の心に深く刻まれているのは叶うことのなかったイラーヌとの恋だった。
当時、まだ無名の若き音楽家だったナセル・アリは、イラーヌとの結婚を彼女の父親に強硬に反対され、2人の仲は引き裂かれる。しかし、この辛い経験を経て覚醒したナセル・アリは音楽家として成功を収める。その後、イラーヌは別の相手と結婚して家庭を築く。一方、ナセル・アリは母パルヴィーンの強い勧めで数学教師のファランギースと結婚するが、彼女を愛することはなかった。そんなナセル・アリとファランギースの夫婦関係は破綻していたが、実はファランギースは幼い頃からナセル・アリを一途に愛し続けていたのだ。彼女がナセル・アリのバイオリンを壊したのは、家庭を顧みず、自分を全く愛そうとしないナセル・アリへの怒りが爆発してのことだった。しかし彼女が壊したバイオリンは、ナセル・アリがイラーヌとの恋に破れ、芸術家として覚醒した際に師匠から授かった貴重なバイオリンであり、それを奏でることでイラーヌの存在を身近に感じることが出来たのだ。
代わりとなるバイオリンを求めて街に出たナセル・アリは孫を連れたイラーヌと偶然に再会する。イラーヌは彼のことを全く覚えていないと冷たく言い放ち、その場を後にするが、実は今でもナセル・アリを愛し続けていたイラーヌは、思わぬ再会に密かに涙する。
こうして死を選んだナセル・アリの葬儀をイラーヌは離れた場所からひっそりと見守る。

## キャスト
※括弧内は日本語吹替
- ナセル・アリ・カーン: マチュー・アマルリック（木下浩之）
- 死の天使アズラエル/ナレーション: エドゥアール・ベール（多田野曜平）
- ファランギース: マリア・デ・メデイロス（幸田夏穂）
- イラーヌ: ゴルシフテ・ファラハニ（恒松あゆみ） - ナセル・アリのかつての恋人。
- アブディ: エリック・カラヴァカ（フランス語版） - ナセル・アリの弟。共産党の活動家。幼い頃から優等生。
- リリ: キアラ・マストロヤンニ（安藤瞳） - ナセル・アリの娘。
- バイオリンの師匠: ディディエ・フラマン（フランス語版）
- イラーヌの父: セルジュ・アヴェディキアン（フランス語版）
- アブディの妻: ローナ・ハートナー
- 古物商フーシャング/物乞い: ジャメル・ドゥブーズ
- パルヴィーン: イザベラ・ロッセリーニ（一城みゆ希） - ナセル・アリの母。

## 作品の評価
Rotten Tomatoesによれば、批評家の一致した見解は「風変わりで物悲しい『チキンとプラム 〜あるバイオリン弾き、最後の夢〜』は、たまに物語上のミスがあるにもかかわらず、視覚的に印象的で、夢のように感動的である。」であり、69件の評論のうち高評価は74%にあたる51件で、平均して10点満点中6.75点を得ている。
Metacriticによれば、24件の評論のうち、高評価は18件、賛否混在は5件、低評価は1件で、平均して100点満点中69点を得ている。
アロシネによれば、フランスの24のメディアによる評価の平均点は5点満点中3.4点である。